# Paweł Valde-Nowak
Paweł Władysław Valde-Nowak (ur. 24 maja 1954) – polski archeolog, dyrektor Instytutu Archeologii UJ.

## Życiorys
W 1979 r. ukończył studia na Uniwersytecie Jagiellońskim. W 1985 r. uzyskał doktorat na podstawie pracy Neolit i początek epoki brązu w Karpatach Polskich. W 1996 r. habilitował się. Od 2003 r. profesor, w latach 2007–2010 przewodniczący Rady Naukowej Instytutu Archeologii i Etnologii PAN. Autor około 200 drukowanych publikacji – w pracy badawczej zajmuje się m.in. osadnictwem wczesnorolniczym europy, krzemieniarstwem epoki kamienia i brązu, archeologią terenów górskich. W 2005 r. otrzymał odznakę honorową „Zasłużony dla Kultury Polskiej”.
W czerwcu 2022 został członkiem korespondentem Polskiej Akademii Umiejętności. 
W 2021 odznaczony Krzyżem Kawalerskim Orderu Odrodzenia Polski.

## Wybrane publikacje
- Osadnictwo wczesnorolnicze średniogórza niemieckiego, Kraków 1996
- Początki osadnictwa w Sudetach, Kraków 1998 (red.)
- Obłazowa Cave. Human activity, stratigraphy and palaeoenvironment, Kraków 2003 (red. wraz z: A. Nadachowski, T. Madeyska)